# Carson Buschman-Dormond
Carson Buschman-Dormond (* 27. Oktober 2002 in Vancouver) ist ein niederländisch-kanadischer Fußballspieler.

## Karriere
Buschman-Dormond begann seine Laufbahn in den Jugendmannschaften des Fusion FC und der Vancouver Whitecaps in Kanada, bevor er im Februar 2021 zum estnischen Erstligisten JK Tulevik Viljandi wechselte. Am 13. März (3. Spieltag) gab er sein Debüt in der erstklassigen Meistriliiga, als er im Spiel gegen den FC Kuressaare in der Startelf stand und den Treffer zum 3:2-Endstand erzielte. Bis Juni 2021 absolvierte er zwölf Partien in der höchsten estnischen Spielklasse, wobei er zwei Tore schoss. Zudem kam er zweimal im Pokal zum Einsatz; Tulevik schied im Halbfinale gegen den späteren Titelgewinner FC Levadia Tallinn aus. Zur Saison 2021/22 schloss er sich auf Leihbasis dem Schweizer Erstligisten FC Zürich an. Er unterschrieb einen Vertrag bis 2023, der FCZ besitzt zudem eine Kaufoption. In seiner ersten Saison wurde er mit dem FC Zürich Schweizer Meister. Nach der Leihe wechselte er im Sommer 2023 zu York United nach Kanada.